# Feliniopsis hoplista
Feliniopsis hoplista là một loài bướm đêm trong họ Noctuidae.